# Дюво, Жоанн
Жоа́нн Дюво́ (фр. Johann Duveau; 28 мая 1978 года, Сент-Жам-д'Андинье, Франция) — французский футболист, полузащитник.

## Карьера
Играл за клубы четырёх стран: Франции, Испании, Португалии и России, где стал одним из первых французских легионеров в истории чемпионата. Дебютировал за «Торпедо» 29 июля 2000 года, в матче 19-го тура чемпионата России против новороссийского «Черноморца» (2:1). Свой единственный мяч за черно-белых провел в ворота «Зенита» в матче 21-го тура (1:2).

## Достижения
- Бронзовый призёр чемпионата России: 2000